# Nati nel 2010
| Questa pagina contiene informazioni ricavate automaticamente dalle voci biografiche con l'ausilio del template Bio e di un bot. L'aggiornamento è periodico e automatico e ricostruisce completamente la pagina. Se manca una persona in questa lista, sei pregato di non aggiungerla, ma accertati piuttosto che la sua voce biografica contenga il template Bio e che i dati anagrafici siano correttamente compilati. Se il template Bio manca, inseriscilo tu stesso o, in alternativa, metti l'avviso {{tmp\|Bio}} che ne segnala la mancanza. Se i dati riportati sono sbagliati, correggi direttamente la voce biografica; le modifiche saranno visibili in questa lista entro pochi giorni. Per chiarimenti vedi il progetto biografie. La lista contiene solo le 17 persone che sono citate nell'enciclopedia e per le quali è stato implementato correttamente il template Bio. Pagina aggiornata al 10 ago 2025. |

- 20 gennaio - Indica Watson, attrice britannica
- 27 gennaio - Willis Gibson, videogiocatore statunitense
- 30 gennaio - Xie Peiling, tuffatrice cinese
- 8 febbraio - Ella Stiner, nuotatrice artistica israeliana
- 9 febbraio - Chloe Covell, skater australiana
- 12 febbraio - Zoé Clauzure, cantante francese
- 18 febbraio - Da'vian Kimbrough, calciatore statunitense
- 1º marzo - Tychon Černjajev, scacchista ucraino
- 10 marzo - Ryan Kiera Armstrong, attrice statunitense
- 12 maggio - Arisa Trew, skater australiana
- 26 maggio - Huang Jianjie, tuffatore cinese
- 12 giugno - Stylianos Koukouselis Fouskis, nuotatore artistico greco
- 12 luglio - Federico Ielapi, attore italiano
- 1º agosto - Jude Hill, attore britannico
- 31 agosto - Ivan Zemljanskij, scacchista russo
- 24 settembre - Melody Nosipho Niemann, attrice statunitense
- 24 novembre - Jaidyn Triplett, attrice e modella statunitense